# Kaniuki (ptaki)
Kaniuki (Elaninae) – podrodzina ptaków z rodziny jastrzębiowatych (Accipitriformes). 

## Zasięg występowania
Podrodzina obejmuje gatunki drapieżne, zamieszkujące prawie cały świat. Trzy endemiczne gatunki występują w obu Amerykach (kaniuk amerykański, jaszczurnik i jaskólak), dwa – w Australii (kaniuk australijski i kaniuk stepowy), po jednym w Afryce (kaniuk długosterny) i południowej Azji (gackożer). Jedynie kaniuk ma szerszy zasięg występowania, od Europy i Afryki do południowo-wschodniej Azji. 

## Charakterystyka
Są to niezbyt duże ptaki o wąskich skrzydłach. Przedstawiciele rodzaju Elanus wyspecjalizowali się w polowaniu na gryzonie.

## Systematyka
Do podrodziny należą następujące rodzaje:
- Gampsonyx Vigors, 1825 – jedynym przedstawicielem jest Gampsonyx swainsonii Vigors, 1825 – jaszczurnik
- Chelictinia Lesson, 1843 – jedynym przedstawicielem jest Chelictinia riocourii (Temminck, 1821) – kaniuk długosterny
- Elanus Savigny, 1809